# Славутич (марка пива)
«Славутич» — торговая марка пива, выпускаемого компанией Carlsberg Ukraine.

## Награды
Различные сорта пива «Славутич» неоднократно занимали призовые места на международных выставках:
- международный конкурс пива в городе Сочи,
- международный конкурс «Золотые торговые марки — 2003» в Киеве[6],
- международный профессиональный конкурс пива, слабоалкогольных напитков и минеральных вод в Киеве,
- крупнейшая выставка вин и сыров в Торонто (Канада).